# Зарічний (Калузька область)
Зарєчний (рос. Заречный) — село в Людиновському районі Калузької області Російської Федерації.
Населення становить 416 осіб. Входить до складу муніципального утворення Село Зарєчний.

## Історія
Від 2004 року входить до складу муніципального утворення Село Зарєчний.

## Населення
| 2002 | 2010 |
| ---- | ---- |
| 423  | ↘416 |